# IPhone OS 2
iPhone OS 2 — другий основний випуск мобільної операційної системи iOS, що розроблена Apple Inc., як наступник iPhone OS 1. Це був перший випуск iPhone OS, який підтримує сторонні програми сторонніх розробників, що доступні через App Store. iPhone OS 2.2.1 була останнім оновленням iPhone OS 2. Її наступником стала iPhone OS 3, яка була випущена 17 червня 2009 року.
iPhone OS 2.0 стала доступною 11 липня 2008 року з виходом iPhone 3G. Пристрої під керуванням iPhone OS 1 можна оновити до цієї версії. У цій версії iPhone OS зʼявився App Store, завдяки чому програми стронніх розробників стали доступні для iPhone та iPod Touch. Перед публічним випуском iPhone OS 2.0 Apple провела захід, на якому представила для розробників iPhone OS Software Development Kit («SDK»). Спочатку він називався 1.2.

## Програми
| - Text - YouTube - Годинник - iTunes | - Календар - Stocks - Калькулятор - App Store | - Фотографії - Карти - Нотатки | - Камера - Погода - Параметри - Відео (ексклюзивно для iPod Touch) |

### Dock
| - Телефон | - Пошта | - Safari | - iPod |

## Історія
iPhone OS 2 була представлена на Apple Worldwide Developers Conference 9 червня 2008 року.

iPhone OS 2.0 була випущена 11 липня 2008 року. Вона була випущена одночасно з iPhone 3G, а також працювала на iPhone першого покоління.

### Оновлення
| Версія    | Збірка      | Дата випуску                   | Примітки |
| --------- | ----------- | ------------------------------ | --- |
| 2.0       | 5A347       | 11 липня 2008                  | Початковий випуск; початковий випуск для iPhone 3G |
| 2.0.1     | 5B108       | 4 серпня 2008                  | Виправлення помилок |
| 2.0.2     | 5C1         | 18 серпня 2008                 | Виправлення помилок |
| 2.1 2.1.1 | 5F136 5F138 | 12 вересня 2008 9 вересня 2008 | Початковий випуск для iPod touch (2‑го покоління) |
| 2.2       | 5G77 5G77a  | 21 листопада 2008              | Нові можливості: - Покращення продуктивності та стабільності для Safari - Функція перегляду вулиць для Карт - Покращення продуктивності дзвінків - Виправлено помилку отримання електронної пошти - Підтримка широкоформатного HTML для електронної пошти - Подкасти можна завантажувати через Wi-Fi - Автовиправлення клавіатури можна вимкнути |
| 2.2.1     | 5H11 5H11a  | 27 січня 2009                  | Виправлення помилок |

1. 1 2 3 4 5  Лише iPod touch (2‑го покоління)

## Особливості

### App Store
Найпримітнішою особливістю iPhone OS 2 був App Store. До появи цієї функції єдиним способом встановлення користувацьких програм на пристрій був джейлбрейк, який Apple категорично не рекомендує та не підтримує. На момент запуску, у App Store було доступно для завантаження 500 програм, хоча з тих пір ця кількість різко зросла. У App Store станом на 2021 рік є понад 4 мільйони програм та ігор.

### Пошта
Програма Пошта змінилася, у ній з'явилися push-електронні листи, які забезпечують можливість постійного активного використання. Вона також підтримує вкладення Microsoft Office, а також вкладення iWork. Інші нові функції, включаючи підтримку BCC (сліпої копії), видалення кількох електронних листів та можливість вибору вихідної електронної пошти.

### Контакти
Програма Контакти тепер має нову іконку головного екрана, яка доступна лише на iPod Touch. Із виходом релізу стала доступною можливість пошуку контактів без пошуку один за одним, а також можливість імпортування контактів із SIM-картки.

### Карти
Нові функції були додані до програми Карти в оновленні програмного забезпечення iPhone OS 2.2. Серед нових функцій — Google Street View, маршрути громадського транспорту та пішохідні маршрути, а також можливість відображення адреси поставленої шпильки.

### Калькулятор
Коли пристрій перебуває в альбомному режимі, програма калькулятора відображає науковий калькулятор. Крім того, оновлено іконку програми.

### Параметри
У Параметрах тепер можна було вмикати Wi-Fi у режимі польоту, а також увімкнути/вимкнути служби локації в програмі.

## Оцінки
Рене Річі з iMore сказав: «Загалом, iPhone Firmware 2.0 є приголомшливим досягненням, яке дійсно ставить iPhone нарівні з Apple II і Mac як одну з великих революцій у сучасних технологіях. Це виходить за рамки простого телефону та iPod або навіть смартфону і робить його провідним претендентом на наступні великі зрушення в обчислювальній техніці». Однак вони критикували її за проблеми зі стабільністю та загальну млявість. Вебсайт Macworld написав: «Програмне забезпечення iPhone 2.0 сповнене удосконалень, які можна очікувати від продукту Apple другого покоління. iPhone OS все ще не ідеальна, і ми хотіли б, щоб Apple усунула деякі застарілі недоліки, але це бажаний крок вперед до того, що вже було, можливо, найкращою мобільною платформою на ринку».

## Вартість
Оновлення з iPhone OS 1.x до iPhone OS 2 коштує $9,95 для користувачів iPod Touch; оновлення було безкоштовне для користувачів iPhone.

## Підтримувані пристрої
| iPhone - iPhone (1‑го покоління) - iPhone 3G | iPod Touch - iPod touch (1‑го покоління) - iPod touch (2‑го покоління) |